# Jade concepts

jade concepts（2000年至今），為美心食品有限公司旗下管理一系列新派粵菜酒家的品牌。標榜所有菜式不使用味精及使用健康米糠油，以中菜原味演繹，菜式賣相亦參考西餐的精緻，並提供各式花茶、高級茗茶、星巴克咖啡及西式甜品。亦有不定期推出太雕佳餚、黃油蟹、老廣州、海鮮等特別菜式。

## 歷史
- 2000年代初，jade concepts始見於美心旗下部份較高級的酒家，聯合推銷特別的菜式時使用。因較高級酒家都以「翠」字為名，jade concepts亦因而得名。
- 2005年12月，m.a.x. concepts中菜隨「八月花」開將成立，同時將「粵翠軒」、「翠晶軒」、「翠玉軒」、「怡翠軒」、「粵江春」、「海逸軒」歸入m.a.x concepts中菜。
- 2007年，「粵翠軒」脫離m.a.x. concepts中菜。
- 2007年9月，「翠園（德福廣場）」開業，加入m.a.x. concepts中菜。
- 2008年1月，「怡翠軒」翻新後，隨之將m.a.x. concepts中菜改為jade concepts。
- 2009年2月，「翠園」星光行、銅鑼灣廣場、希慎道壹號及荃新天地分店納入jade concepts。

## 分店

### 現時管理

#### 翠玉軒 (The Square)
- 中環交易廣場（可筵開28席）
  - 2000年，美心將「粵江春」翻新後改名為「翠玉軒」（The Square），保留晚市中樂演奏。
  - 2008年至2014年，7次榮獲米芝蓮指南評為一星級餐廳。[1][2]
  - 2010年6月，重新裝修並在同年10月重新開業，並更改標誌設計。

#### 八月花 (Jasmine)
- 銅鑼灣皇室堡（可筵開25席）
- 旺角朗豪坊（可筵開25席）
  - 原名八月軒，2019年3月更為現名。

- 屯門V city商場MTR層M-50號舖（可筵開18席）
  - 原名八月，2014年12月27日開業，2019年2月更為現名。

- 東涌東薈城名店倉2樓及3樓255及301號舖

#### 八一漁八
- 尖沙咀海港城[港威中心]]
  - 2022年12月，開業

#### 翠園 (Jade Garden)
詳見「翠園」條目。

### 已結業

#### 怡翠軒 (Jasmine Place)
- 中環怡和大廈（可筵開20席）

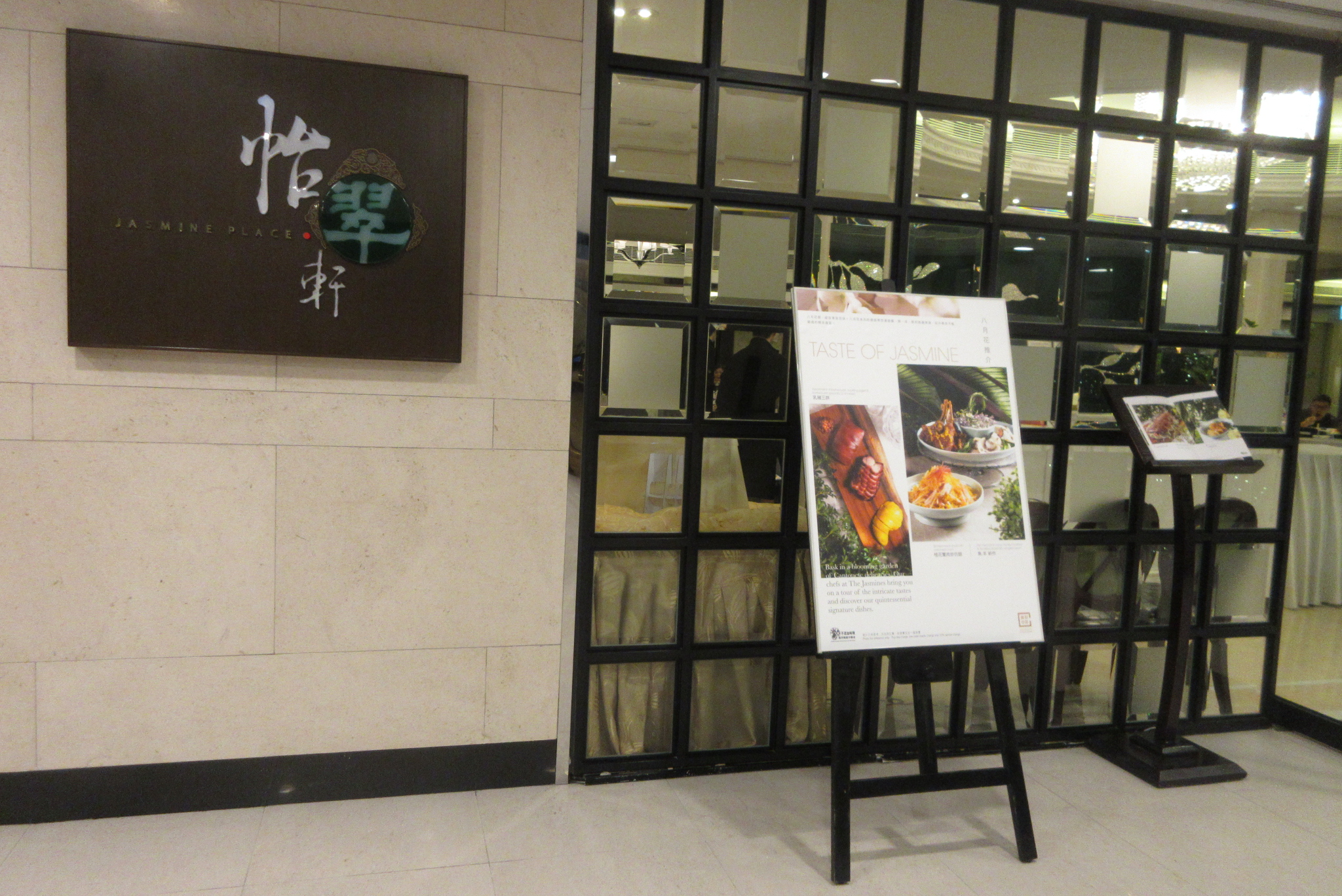
怡翠軒

  - 1970年代，怡和大廈落成，受惠於置地公司與美心股東為怡和集團，得以在地庫開設「翠園酒樓」。
  - 2000年，美心將「翠園酒樓」翻新後改名為「怡翠軒」（Jasmine）。
  - 2007年7月，裝修停業。
  - 2008年1月，再次裝修後復業，標誌有所更改，並將英文名字改為「Jasmine Place」，不與「八月花」英文名字相撞。
  - 2021年6月結業

#### 八月居 (House of Jasmine)
- 尖沙咀海港城海洋中心（可筵開15席）
  - 2007年11月，「八月居」開業，裝修設計及餐牌皆參考「八月花」而來，並為首間設有室外用餐及酒吧的中菜酒家
- 2022年7月結業

#### 翠晶軒 (The Jade)
- 鰂魚涌 太古城中心
  - 2008年7月，「翠晶軒」結業。

#### 翠園 - 銅鑼灣希慎分店 (Jade Garden, Hysan Branch)
- 2010年6月結業。

#### 粵江春 (Guangzhou Garden)
- 中環 交易廣場
  - 1985年，交易廣場第一、二期落成，受惠於置地公司與美心股東為怡和集團，得以開設「粵江春」。當時為美心粵菜中最高級的品牌，在晚市時段更有現場中樂表演。
  - 2000年，「粵江春」翻新後改名為「翠玉軒」（The Square）。

- 旺角 朗豪坊
  - 2004年11月，旺角朗豪坊落成，「粵江春」品牌名字被重用於新開設的酒樓，並以「粵食新體驗」為標題宣傳，推出「鐵板叉燒」等菜式，但品牌地位則未及以往「粵江春」高。2011年3月，「粵江春」結業。並於2011年5月翻新後並改名為「八月軒」(Jasmine Garden)。

#### 粵翠軒 (Jade)
- 青衣 青衣城
  - 1999年，「粵翠軒」（Jade Palace）開業。
  - 2005年12月，「粵翠軒」被歸至m.a.x. concepts中菜，提供同系列新派菜式。
  - 2006年4月，「粵翠軒」翻新，縮短英文名字至「Jade」，並將標誌更改。
  - 2007年，脫離m.a.x. concepts中菜，回歸美心粵菜。
  - 2011年，「粵翠軒」結業。

#### 八月花 (Jasmine)
- 九龍塘又一城（可筵開18席）
  - 2005年12月，「八月花」開業，為第一間m.a.x. concepts中菜，由Hernan Zanghellini以「Modern China」為題設計室內空間，不論裝修、食品在香港中菜市場皆耳目一新。
  - 2020年中結業，受2019年反修例運動、又一城劫犯事件及2019冠狀病毒病影響而決定不再續租

#### 八月芳 (Xiyue)
- 鰂魚涌康橋大廈（可筵開20席）
  - 2010年8月開業。
  - 2016年，「八月芳」結業。

#### 八月軒 (Jasmine Garden)
- 旺角朗豪坊（可筵開16席）
  - 2011年5月開業，2011年5月翻新後並改名為「八月軒」，2019年3月更名為「八月花」。

#### 八月花 (Jasmine)
- 沙田新城市中央廣場1樓117號舖（可筵開16席）
  - 原名八月，2015年3月開業，2019年2月更為現名。
  - 2020年11月結業，受2019年反修例運動及2019冠狀病毒病影響而決定不再續租

#### 八月小品
- 黃大仙黃大仙中心南館
  - 2017年2月開業。

#### 海逸軒 (Hoi Yat Heen)
- 紅磡海逸君綽酒店（可筵開23席）
  - 1995年開業，原由酒店直接經營，直至2000年代中期餐廳方改由美心集團接手。位於北角海逸酒店的同名中餐廳則由海逸酒店直接經營，與美心集團無任何關係。

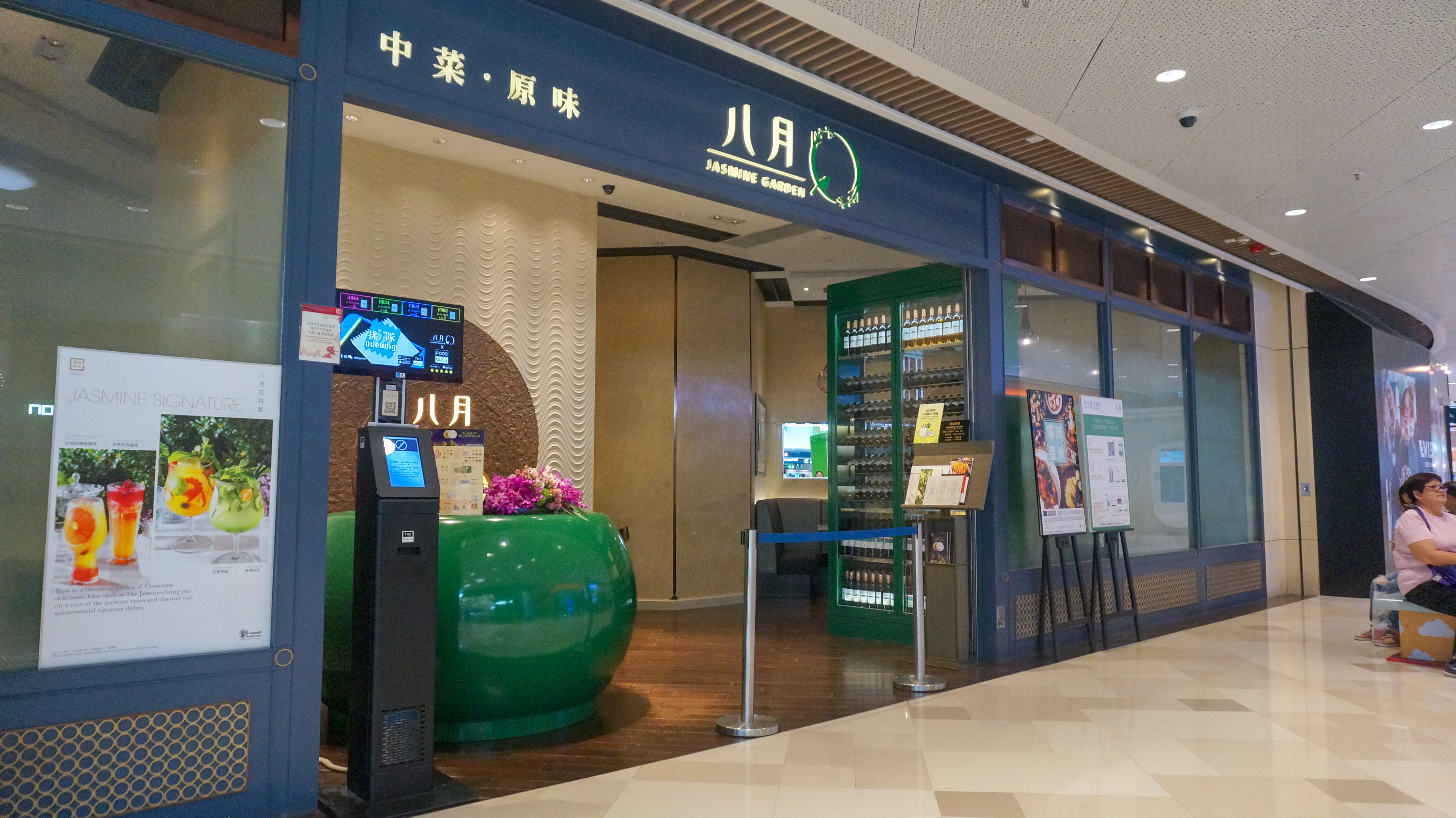
八月～屯門V City分店

#### 八月 (Jasmine Garden)
- 屯門V City（可筵開18席）
  - 2013年8月開業，2019年2月更名為八月花